# Dopolavoro "S.A.F.F.A." 1937-1938
Questa voce raccoglie le informazioni riguardanti Il Dopolavoro "S.A.F.F.A." nelle competizioni ufficiali della stagione 1937-1938.

## Rosa
| N. |                   | Ruolo | Calciatore        |
| -- | ----------------- | ----- | ----------------- |
|    | Italia (bandiera) |       | Sergio Ancillotti |
|    | Italia (bandiera) |       | Ennio Bertoglio   |
|    | Italia (bandiera) |       | Bruno Del Terra   |
|    | Italia (bandiera) |       | Liberali Fogli    |
|    | Italia (bandiera) |       | Umberto Galli     |
|    | Italia (bandiera) |       | Giuseppe Ghimenti |
|    | Italia (bandiera) |       | Ferrero Giani     |
|    | Italia (bandiera) | A     | Pilade Luchetti   |
|    | Italia (bandiera) |       | Pacifico Mora     |

| N. |                   | Ruolo | Calciatore       |
| -- | ----------------- | ----- | ---------------- |
|    | Italia (bandiera) |       | Adone Morelli    |
|    | Italia (bandiera) |       | Marino Moretti   |
|    | Italia (bandiera) |       | Giulio Moriani   |
|    | Italia (bandiera) |       | Attilio Nieri    |
|    | Italia (bandiera) |       | Marino Puccini   |
|    | Italia (bandiera) | P     | Fosco Risorti    |
|    | Italia (bandiera) |       | Enrico Salvadori |
|    | Italia (bandiera) |       | Giuseppe Sani    |